# Campionati statunitensi di sci alpino 1965
I Campionati statunitensi di sci alpino 1965 si svolsero a Crystal Mountain dal 1º al 4 aprile; furono assegnati i titoli di discesa libera, slalom gigante, slalom speciale e combinata, sia maschili sia femminili. Trattandosi di competizioni valide anche ai fini del punteggio FIS, vi parteciparono anche sciatori di altre federazioni, senza che questo consentisse loro di concorrere al titolo nazionale statunitense.

## Risultati

### Uomini

#### Discesa libera
| Pos. | Atleta            | Nazione     | Tempo   |
| ---- | ----------------- | ----------- | ------- |
| 1    | Léo Lacroix       | Francia     | 2:12,14 |
| 2    | Karl Schranz      | Austria     | 2:12,35 |
| 3    | Beat von Allmen   | Svizzera    | 2:12,78 |
| 4    | Edmund Bruggmann  | Svizzera    | 2:12,87 |
| 5    | Franz Digruber    | Austria     | 2:14,44 |
| 6    | Jean-Claude Killy | Francia     | 2:14,56 |
| 7    | Loris Werner      | Stati Uniti | 2:14,78 |
| 8    | Dumeng Giovanoli  | Svizzera    | 2:14,79 |
| 9    | Scott Henderson   | Canada      | 2:14,99 |
| 10   | Heini Messner     | Austria     | 2:15,24 |
| 11   | Rip McManus       | Stati Uniti | 2:14,44 |
| 12   | Bill Marolt       | Stati Uniti | 2:16,31 |

Data: 1º aprile

#### Slalom gigante
| Pos. | Atleta            | Nazione     | Tempo   |
| ---- | ----------------- | ----------- | ------- |
| 1    | Jean-Claude Killy | Francia     | 2:45,08 |
| 2    | Karl Schranz      | Austria     | 2:47,85 |
| 3    | Bill Marolt       | Stati Uniti | 2:49,99 |
| 4    | Heini Messner     | Austria     | 2:50,34 |
| 5    | Edmund Bruggmann  | Svizzera    | 2:50,36 |
| 6    | Jakob Tischhauser | Svizzera    | 2:51,87 |
| 7    | Léo Lacroix       | Francia     | 2:52,11 |
| 8    | Franz Digruber    | Austria     | 2:52,34 |
| 9    | Stefan Kälin      | Svizzera    | 2:53,11 |
| 10   | Beat von Allmen   | Svizzera    | 2:53,76 |
| 11   | Jimmy Heuga       | Stati Uniti | 2:54,00 |
| ?    |                   |             |         |

Data: 4 aprile

#### Slalom speciale
| Pos. | Atleta            | Nazione     | Tempo   |
| ---- | ----------------- | ----------- | ------- |
| 1    | Karl Schranz      | Austria     | 1:56,75 |
| 2    | Jean-Claude Killy | Francia     | 1:57,20 |
| 3    | Rod Hebron        | Canada      | 2:00,29 |
| 4    | Franz Digruber    | Austria     | 2:01,22 |
| 5    | Heini Messner     | Austria     | 2:01,84 |
| 6    | Robert Swan       | Canada      | 2:02,16 |
| 7    | Peter Duncan      | Canada      | 2:03,70 |
| 8    | Jakob Tischhauser | Svizzera    | 2:06,86 |
| 9    | Alby Pitteloud    | Svizzera    | 2:07,08 |
| 10   | Dennis McCoy      | Stati Uniti | 2:07,66 |
| ?    |                   |             |         |
| ?    |                   |             |         |

Data: 2 aprile

#### Combinata
| Pos. | Atleta       | Nazione |
| ---- | ------------ | ------- |
| 1    | Peter Duncan | Canada  |
| ?    |              |         |
| ?    |              |         |
| ?    |              |         |

Date: 1-4 aprile

Classifica stilata attraverso i piazzamenti ottenuti
in discesa libera, slalom gigante e slalom speciale

### Donne

#### Discesa libera
| Pos. | Atleta               | Nazione     | Tempo   |
| ---- | -------------------- | ----------- | ------- |
| 1    | Christl Haas         | Austria     | 2:07,12 |
| 2    | Theres Obrecht       | Svizzera    | 2:08,33 |
| 3    | Christine Terraillon | Francia     | 2:09,20 |
| 4    | Nancy Greene         | Canada      | 2:09,61 |
| 5    | Jean Saubert         | Stati Uniti | 2:10,11 |
| 6    | Marielle Goitschel   | Francia     | 2:10,83 |
| 7    | Cathy Allen          | Stati Uniti | 2:12,37 |
| 8    | Cathy Nagel          | Stati Uniti | 2:12,84 |
| 9    | Madeleine Bochatay   | Svizzera    | 2:13,03 |
| 10   | Linda Meyers         | Stati Uniti | 2:13,05 |

Data: 1º aprile

#### Slalom gigante
| Pos. | Atleta               | Nazione     | Tempo    |
| ---- | -------------------- | ----------- | -------- |
| 1    | Nancy Greene         | Francia     | 2:05,36  |
| 2    | Marielle Goitschel   | Francia     | 2:06,335 |
| 3    | Theres Obrecht       | Svizzera    | 2:07,05  |
| 4    | Christl Haas         | Austria     | 2:08,21  |
| 5    | Christine Terraillon | Francia     | 2:08,71  |
| 6    | Edith Zimmermann     | Austria     | 2:09,09  |
| 7    | Christine Goitschel  | Francia     | 2:09,71  |
| 8    | Madeleine Bochatay   | Svizzera    | 2:09,93  |
| 9    | Joan Hannah          | Stati Uniti | 2:11,22  |
| 10   | Ruth Adolf           | Svizzera    | 2:11,31  |
| ?    |                      |             |          |
| ?    |                      |             |          |

Data: 4 aprile

#### Slalom speciale
| Pos. | Atleta              | Nazione       | Tempo   |
| ---- | ------------------- | ------------- | ------- |
| 1    | Nancy Greene        | Canada        | 1:40,87 |
| 2    | Christine Goitschel | Francia       | 1:43,87 |
| 3    | Edith Zimmermann    | Austria       | 1:43,70 |
| 4    | Giustina Demetz     | Italia        | 1:43,91 |
| 5    | Theres Obrecht      | Svizzera      | 1:44,19 |
| 6    | Linda Meyers        | Stati Uniti   | 1:47,00 |
| 7    | Tammy Dix           | Stati Uniti   | 1:47,78 |
| 8    | Cathy Allen         | Stati Uniti   | 1:51,35 |
| 9    | Judy Placek         | Stati Uniti   | 1:51,94 |
| 10   | Felicity Field      | Gran Bretagna | 1:55,91 |

Data: 2 aprile

#### Combinata
| Pos. | Atleta       | Nazione |
| ---- | ------------ | ------- |
| 1    | Nancy Greene | Canada  |
| ?    |              |         |
| ?    |              |         |
| ?    |              |         |

Date: 1-4 aprile

Classifica stilata attraverso i piazzamenti ottenuti
in discesa libera, slalom gigante e slalom speciale